# هيلين هارت (مؤلفة)
هيلين هارت (بالإنجليزية: Helen Hart)‏ (21 مايو 1965)؛ كاتِبة مُتخصِّصة في أدب الأطفال وروائية بريطانية.